# Erovnuli Liga 2018
La temporada 2018 fue la edición número 30 de la Erovnuli Liga. La temporada comenzó el 2 de marzo de 2018 y finalizó el 8 de diciembre de 2018. El Saburtalo Tbilisi conquistó el primer título de su historia

## Sistema de competición
Los diez equipos participantes jugaron entre sí todos contra todos cuatro veces totalizando 36 partidos cada uno, al término de la fecha 36 el primer clasificado obtuvo un cupo para la primera ronda de la Liga de Campeones 2019-20, mientras que el segundo y tercer clasificado obtuvieron un cupo para la primera ronda de la Liga Europa 2019-20; por otro lado el último clasificado descendió a la Erovnuli Liga 2 2019, el penúltimo y antepenúltimo jugaron los Play-offs de relegación ante dos equipos de la Erovnuli Liga 2 2018.
Un tercer cupo para la primera ronda de la Liga Europa 2019-20 fue asignado al campeón de la Copa de Georgia.

## Ascensos y descensos
| Pos. | Descendidos de la Erovnuli Liga 2017 |
| ---- | ------------------------------------ |
| 8.º  | Dinamo Batumi                        |
| 10.º | Shukura Kobuleti                     |

| Pos. | Ascendidos de la Erovnuli Liga 2 2017. |
| ---- | -------------------------------------- |
| 1.º  | Rustavi                                |
| 3.º  | Sioni Bolnissi                         |

## Equipos participantes
| Club               | Ciudad    | Estadio                   | Capacidad |
| ------------------ | --------- | ------------------------- | --------- |
| Chikhura Sachkhere | Sachkhere | Estadio Central           | 2.000     |
| Dila Gori          | Gori      | Estadio Tengiz Burjanadze | 8.230     |
| Dinamo Tbilisi     | Tiflis    | Estadio Boris Paichadze   | 54.139    |
| Kolkheti Poti      | Poti      | Fazisi Stadium            | 3.000     |
| Lokomotivi Tbilisi | Tiflis    | Mikheil Meskhi Stadium    | 25.453    |
| Rustavi            | Rustavi   | Poladi Stadium            | 10.720    |
| Saburtalo Tbilisi  | Tiflis    | Bendela                   | 25.453    |
| Samtredia          | Samtredia | Erosi Manjgaladze Stadium | 5.000     |
| Sioni Bolnissi     | Bolnisi   | Tamaz Stepania Stadium    | 3.242     |
| Torpedo Kutaisi    | Kutaisi   | Estadio Givi Kiladze      | 19.400    |

## Tabla de posiciones
| Pos. | Equipo                | Pts. | PJ | G  | E  | P  | GF | GC | Dif. | Clasificación 2019–20                 |
| ---- | --------------------- | ---- | -- | -- | -- | -- | -- | -- | ---- | ------------------------------------- |
| 1    | Saburtalo Tbilisi (C) | 79   | 36 | 24 | 7  | 5  | 64 | 29 | +35  | Primera ronda de la Liga de Campeones |
| 2    | Dinamo Tbilisi        | 69   | 36 | 21 | 6  | 9  | 73 | 38 | +35  | Primera ronda de la Liga Europa       |
| 3    | Torpedo Kutaisi       | 69   | 36 | 20 | 9  | 7  | 66 | 25 | +41  | Primera ronda de la Liga Europa       |
| 4    | Chikhura Sachkhere    | 64   | 36 | 19 | 7  | 10 | 54 | 33 | +21  | Primera ronda de la Liga Europa       |
| 5    | Dila Gori             | 63   | 36 | 17 | 12 | 7  | 60 | 40 | +20  |                                       |
| 6    | Lokomotivi Tbilisi    | 44   | 36 | 12 | 8  | 16 | 43 | 55 | −12  |                                       |
| 7    | Rustavi               | 27   | 26 | 8  | 3  | 15 | 33 | 44 | −11  |                                       |
| 8    | Sioni Bolnissi (O)    | 31   | 36 | 8  | 7  | 21 | 39 | 65 | −26  | Promoción por la permanencia          |
| 9    | Samtredia             | 21   | 36 | 4  | 9  | 23 | 28 | 81 | −53  | Promoción por la permanencia          |
| 10   | Kolkheti Poti         | 20   | 36 | 4  | 8  | 24 | 26 | 76 | −50  | Desciende a Erovnuli Liga 2 2019      |

Actualizado a los partidos jugados el 8 de diciembre de 2018.
 Fuente: Soccerway
Notas:
1. ↑  Tras ganar la Copa de Georgia, el Torpedo Kutaisi  obtiene una plaza para participar en la Liga Europa 2019-20, pero al estar clasificado a través de su posición de liga para disputar la misma, la plaza recae sobre el cuarto clasificado.

### Resultados cruzados
| Local \ Visitante  | CHI | DIL | DIN | KOL | LOK | RUS | SAB | SAM | SIO | TOR |
| ------------------ | --- | --- | --- | --- | --- | --- | --- | --- | --- | --- |
| Chikhura Sachkhere | —   | 0–3 | 1–2 | 6–1 | 1–3 | 1–0 | 2–1 | 0–0 | 4–0 | 1–0 |
| Dila Gori          | 1–1 | —   | 1–1 | 2–0 | 3–2 | 2–2 | 4–1 | 3–0 | 3–2 | 1–1 |
| Dinamo Tbilisi     | 1–0 | 5–0 | —   | 4–1 | 0–1 | 1–2 | 0–1 | 3–1 | 2–1 | 2–0 |
| Kolkheti Poti      | 2–2 | 0–3 | 3–6 | —   | 3–1 | 0–0 | 1–4 | 2–2 | 2–0 | 1–1 |
| Lokomotivi Tbilisi | 1–1 | 1–3 | 1–4 | 2–1 | —   | 1–1 | 1–1 | 1–2 | 1–2 | 1–0 |
| Rustavi            | 0–4 | 2–2 | 0–2 | 2–0 | 1–0 | —   | 0–2 | 2–1 | 2–2 | 0–1 |
| Saburtalo Tbilisi  | 1–0 | 2–0 | 1–0 | 5–0 | 1–2 | 2–1 | —   | 1–0 | 3–1 | 2–0 |
| Samtredia          | 0–1 | 0–0 | 1–2 | 0–2 | 1–1 | 0–0 | 1–3 | —   | 0–1 | 1–4 |
| Sioni Bolnissi     | 0–2 | 2–2 | 1–2 | 0–0 | 1–0 | 0–2 | 0–2 | 1–1 | —   | 1–2 |
| Torpedo Kutaisi    | 0–1 | 2–3 | 1–1 | 3–0 | 4–0 | 2–1 | 1–2 | 1–0 | 3–0 | —   |

| Local \ Visitante  | CHI | DIL | DIN | KOL | LOK | RUS | SAB | SAM | SIO | TOR |
| ------------------ | --- | --- | --- | --- | --- | --- | --- | --- | --- | --- |
| Chikhura Sachkhere | —   | 2–1 | 1–2 | 3–1 | 0–0 | 0–0 | 0–1 | 2–0 | 2–1 | 0–2 |
| Dila Gori          | 1–3 | —   | 1–0 | 1–0 | 4–0 | 2–0 | 0–0 | 3–0 | 0–0 | 0–0 |
| Dinamo Tbilisi     | 1–4 | 1–2 | —   | 2–1 | 0–0 | 2–1 | 2–1 | 0–0 | 5–2 | 0–1 |
| Kolkheti Poti      | 0–1 | 0–2 | 0–2 | —   | 1–0 | 0–1 | 1–3 | 0–1 | 1–1 | 0–0 |
| Lokomotivi Tbilisi | 3–2 | 2–1 | 2–4 | 5–1 | —   | 1–0 | 1–1 | 3–2 | 1–0 | 0–1 |
| Rustavi            | 1–2 | 0–0 | 0–3 | 0–0 | 1–1 | —   | 0–2 | 3–0 | 0–3 | 0–0 |
| Saburtalo Tbilisi  | 0–0 | 0–0 | 2–1 | 4–1 | 2–1 | 2–1 | —   | 1–1 | 3–0 | 0–3 |
| Samtredia          | 1–2 | 3–5 | 1–8 | 1–0 | 1–0 | 1–1 | 1–4 | —   | 0–4 | 0–8 |
| Sioni Bolnissi     | 1–2 | 3–1 | 0–0 | 2–0 | 1–2 | 0–4 | 2–3 | 4–2 | —   | 0–3 |
| Torpedo Kutaisi    | 1–0 | 2–0 | 2–2 | 4–0 | 3–1 | 2–2 | 0–0 | 3–0 | 5–2 | —   |

## Playoffs de relegación
Lo disputarán el octavo y noveno clasificado ante segundo y tercer clasificado de la Erovnuli Liga 2 2018.
| Equipo 1  | Agr. | Equipo 2       | Ida | Vuelta |
| --------- | ---- | -------------- | --- | ------ |
| Graga     | 0–4  | Sioni Bolnissi | 0–1 | 0–3    |
| Samtredia | 2–6  | WIT Georgia    | 2–2 | 0–4    |

## Goleadores
| Pos. | Jugador               | Club               | Goles |
| ---- | --------------------- | ------------------ | ----- |
| 1    | Giorgi Gabedava       | Chikhura Sachkhere | 22    |
| 1    | Budu Zivzivadze       | Dinamo Tbilisi     | 22    |
| 3    | Mykola Kovtalyuk      | Dila Gori          | 21    |
| 4    | Leandro               | Dila Gori          | 14    |
| 4    | Tornike Kapanadze     | Torpedo Kutaisi    | 14    |
| 6    | Mamia Gavashelishvili | Locomotive Tbilisi | 11    |
| 6    | Vagner Goncalves      | FC Saburtalo       | 11    |
| 6    | Otar Kiteishvili      | Dinamo Tbilisi     | 11    |
| 9    | Giorgi Kokhreidze     | FC Saburtalo       | 8     |
| 9    | Levan Kutalia         | Torpedo Kutaisi    | 8     |